# نصر بن عاصم الليثي
نصر بن عاصم الليثي (…- 89 هـ = …- 708 م) هو نصر بن عاصم بن عمرو بن خالد بن حرام بن أسعد بن وديعة بن مالك بن قيس بن عامر بن ليث بن بكر بن عبد مناة بن كنانة من قبيلة كنانة كان فقيها فصيحاً عالماً بالعربية، من تلامذة أبي الأسود الدؤلي الكناني. يعدّ من علماء النحو المبرزين في زمانه، يقال أنه أول من وضع النقاط على الحروف في اللغة العربية بأمر من الحجاج بن يوسف. وتوفي في البصرة.

## أقوال في نصر بن عاصم
1. قال عمر بن دينار: «اجتمعت أنا والزهري ونصر بن عاصم، فتكلم نصر، فقال الزهري: إنه ليفلّق بالعربية تفليقاً».
2. قال بعض الرواة: إن نصر ابن عاصم «أول من وضع النحو وسببه».
3. قال السيرافي: إنه «أوّل من وضع العربية».
4. قال ابن النديم: «وقال آخرون: رسم النحو نصر بن عاصم».
5. قال أبو البركات الأنباري: «وزعم قوم أن أول من وضع النحو نصر بن عاصم».

والحق أنه ليس أول من وضـع النحو، كما زعم بعض الرواة، فقد برز قبله جماعة منهم عليّ بن أبي طالب وأبو الأسود، والصواب أنه من أول من أخـذ النحو عن أبي الأسود، وفتق فيه القياس، وكان أنبل الجماعة الذين أخذوه عن أبي الأسود فنسب إليه - كـما يقول القفطي.
ولعـل من نسب إليه أوليّة النحو قصد نقط المصاحف الإِعجاميّ، وهو إكمال لصنيع شيخه أبي الأسود، أو أنه وضع شيئاً من النحو في كتاب، فقد روى ياقوت أنّ له كتاباً في النحو.
ولنصر بن عاصم تلامذة مشهورون في النحو كعبد الله بن أبي إسحاق الحضرميّ وأبي عمرو بن العلاء.
وقد يكون لتلمذة هؤلاء الأعلام عليه وأخذهم النحو عنه دور مباشر أو غير مباشر في نسبة وضع النحو إليه، فالمعتاد أن يعلي التلميذ من قدر شيخه.
اختلف علماء العربيَّة قديماً وحديثاً في أمر واضع النَّحو العربي، وتضاربت آراؤهم، وتباينت توجيهاتهم، وردّ بعضهم على بعض، فبعضهم يقول: إنّه عليّ بن أبي طالب - - ويقول بعضهم: إنَّه أبو الأسود الدؤلي، ويراه بعضهم الآخر نصر بن عاصم، في حين يرى فريق منهم أنّه عبد الرحمن بن هرمز المدني.
تذهب الروايات إلى أن اللحن في قراءة القرآن الكريم انتشر بانتشار الإسلام ودخول الأعاجم في الدين الجديد، فقام زياد بن أبيه بطلب حل هذه المشكلة من أبي الأسود الدؤلي، فقام الأخير بنقط المصحف “إضافة الضمة والكسرة والفتحة والتنوين “ إلى أواخر الكلمات، ثم قام نصر بن عاصم ويحيى بن يعمر بإعجام الكلمات” وأول من وضع النقط على الحروف هو نصر بن عاصم ليس أبو الأسود الدؤلي، ثم تابع الخليل بن أحمد الفراهيدي بوضع الشكل النهائي لتشكيل المصحف.

## المصدر
- موقع الشهاب للإعلام